# Wakesurfen

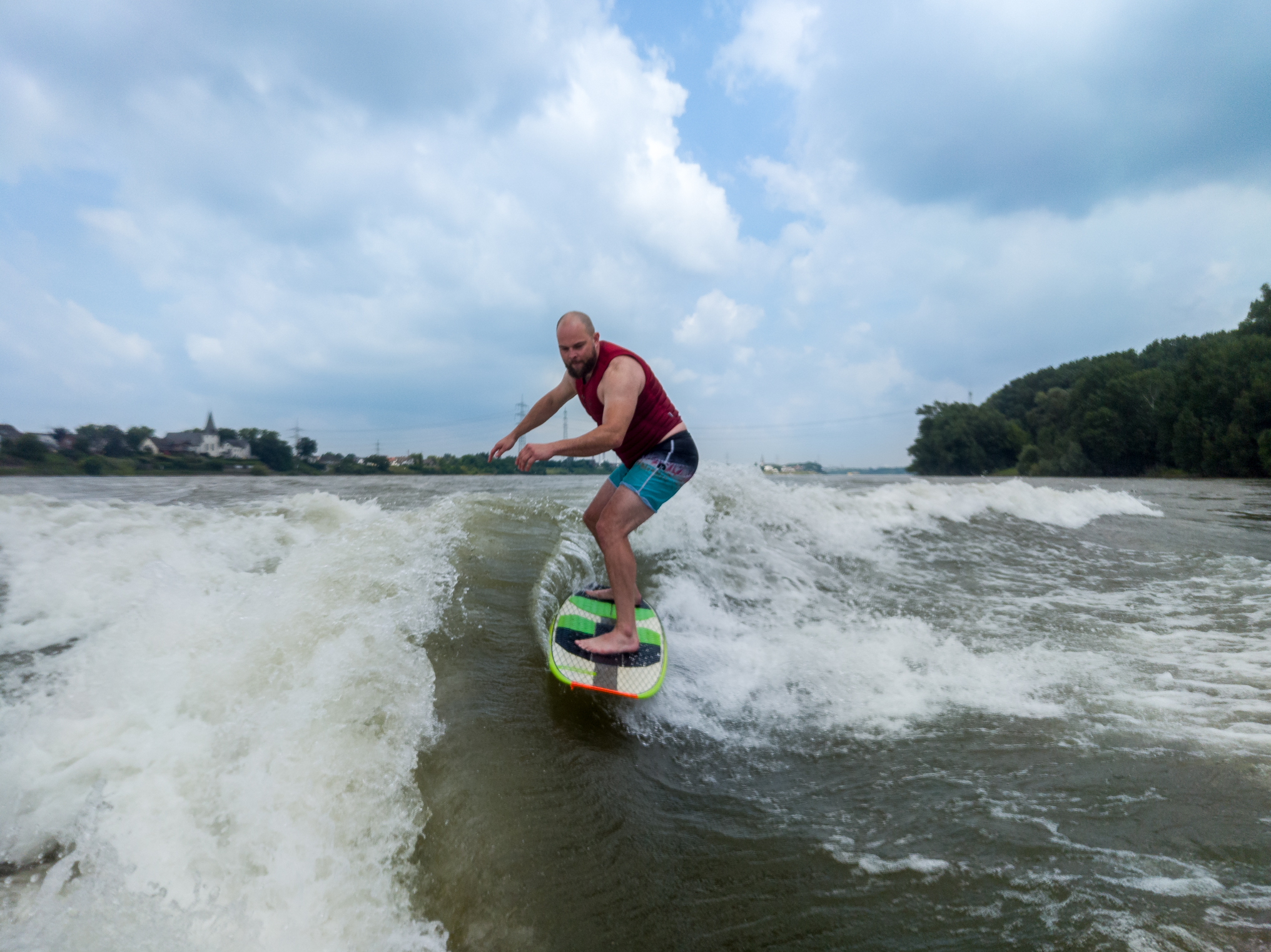
Wakesurfen auf dem Rhein in Niederkassel

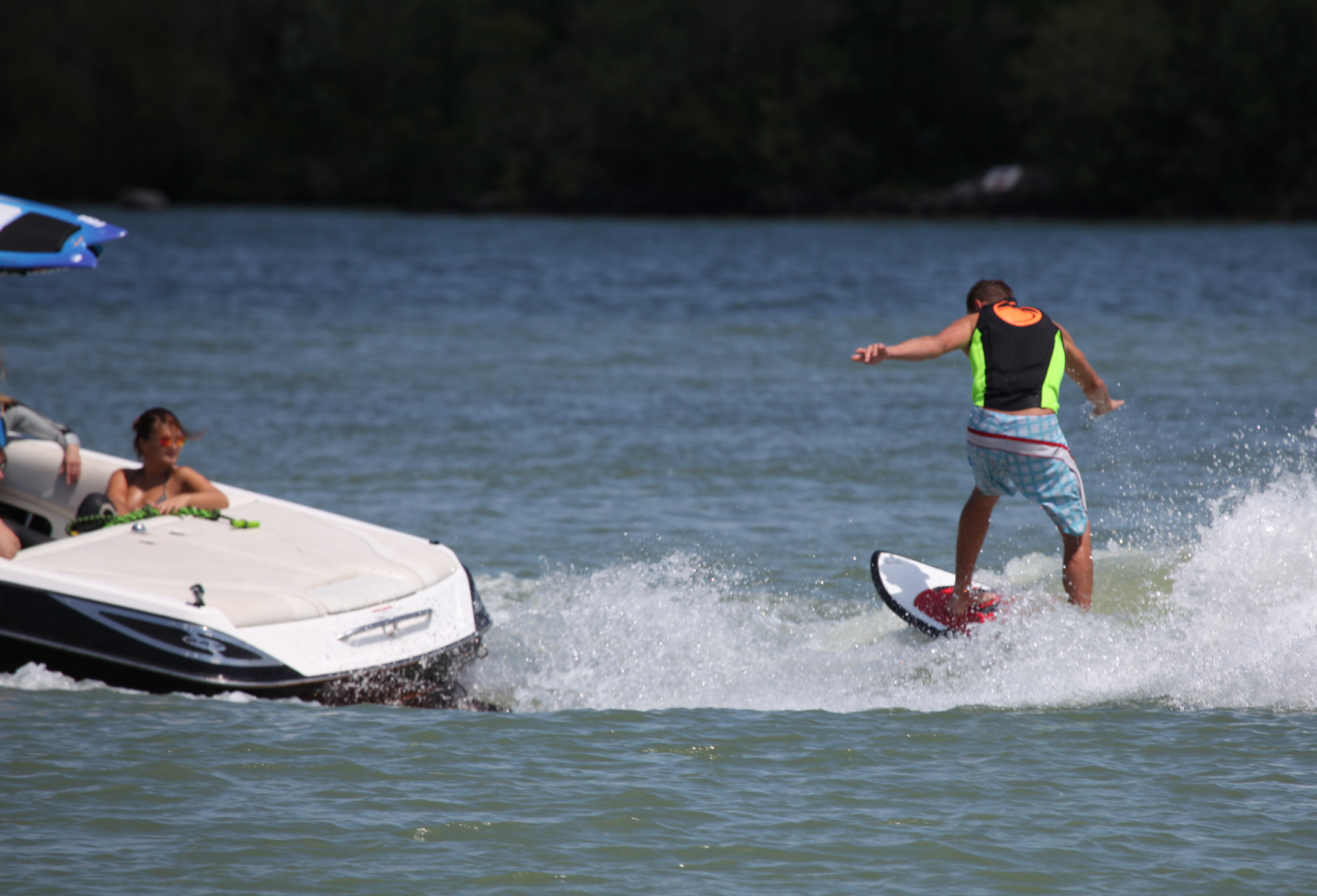
Wakesurfen hinter einem Wakesurfboot in Wien

Wakesurfen bzw. Wakesurfing ist eine Wassersportart, bei der ein Wakesurfer hinter einem Wakeboard- bzw. Wakesurfboot surft, das werksseitig mit spezieller Technik (Wedge, Surfgates, Wasserballasttanks) ausgestattet ist, um eine künstliche Welle zu erzeugen, die der Wakesurfer folgend abreiten kann. Dazu wird zusätzlich mit Ballast in Form von flutbaren Tanks oder Säcken und der sogenannten Wedge und den Surfgates gearbeitet. Je nachdem, ob der Wakesurfer goofy oder regular fährt, wird dieser Teil des Bootes mehr oder weniger belastet bzw. die Surfgates eingestellt. Der Wakesurfer startet meist mit einer „Leine mit Hantel“ wie beim Wakeboarden und ist nach Loslassen dieser Startleine – einer sogenannten Wakesurf-Rope – über die Welle, also physikalisch mit dem Wakesurfboot verbunden. Anders als beim Wakeboarden, wird mit wesentlich geringerer Geschwindigkeit gefahren. Üblich sind 15 km/h im Gegensatz zu 35 km/h beim Wakeboarden.
Der Wakesurfer erlebt über die vom Boot generierte Welle ein ähnliches Gefühl wie beim natürlichen Wellenreiten. Durch die kontinuierliche Welle sind längere Runs als beim Wellenreiten möglich. Derzeit erlebt diese Sportart einen internationalen Boom und Weltmeisterschaften und Landesmeisterschaften finden regelmäßig statt. Es gibt grundsätzlich zwei Richtungen beim Wakesurfing – Skimstyle und Surfstyle.
Das Trickrepertoire beim Skimstyle kommt vor allem aus der Skate- und Snowboardszene. So sind vom einfachen Halten des Brettes (Grabs), über Drehungen (Spins) auch die Tricknamen übernommen worden. Im Surfstyle ähneln die Tricks eher dem Wellenreit-Shortboarden. Als Trend zeigt sich, dass immer mehr Wellenreiter auf die Trainingsmöglichkeiten der Bootswelle zurückgreifen – auch Longboardsurfer werden immer öfters gesehen und entwickeln sich bereits Wake-Contests für Wellenreiter.

## Geschichte
Die Anfänge des Wakesurfens sind nicht an einem einzelnen Zeitpunkt oder Standort festzumachen. Das Wakesurfen, wie es heute bekannt ist, ist als eine langjährige Entwicklung anzusehen, welche in den 1950ern und 60ern in den USA mit Experimenten mit Longboards und normalen Motorbooten begann. Damals von „Surf-Akrobaten“ betrieben, fiel es in der Gesellschaft eher in die Kategorie „believe it or not“, was wirkliche Wellenreiter-Fans auf den Plan brachte, das Wakesurfen mit dem richtigen, selbst entwickelten Equipment zu optimieren. Diesen „Pionieren“ des Wakesurf-Sports ist es zu verdanken, dass es eine deutliche Entwicklung von einer „Oceanboard- und Wellen-Spielerei“ hin zu der heutigen anerkannten Sportart gab. Nun nutzen viele Wellenreiter die Möglichkeit abseits der natürlichen Wellen ihr Training zu betreiben.
In Österreich ist Wakesurfen wie auch das Wellenreiten und Wakeboarden offiziell im Wasserskiverband integriert und bereits gesetzlich in der Wasserstraßen-Verkehrsverordnung unter § 16.03 geregelt. Der erste reine Wakesurfverein „Danubesurfer“ wurde 2013 in Wien gegründet.

## Schwimmkörper vs. Wakesurfer
Obwohl die Verbindung des Wakesurfers zum Wassersportboot nur mehr physikalisch vorhanden ist, sind Wakesurfer grundsätzlich nicht als selbstständige Schwimmkörper zu definieren, da das Vorhandensein des Motorsportbootes die Voraussetzung für das Wakesurfen wie auch für das Wasserskifahren und das Wakeboardfahren hinter dem Boot sind.